# Los Angeles Film Critics Association Awards/Bester fremdsprachiger Film
Seit 1975 wird bei den Los Angeles Film Critics Association Awards der Beste ausländische bzw. nicht-englischsprachige Film geehrt.
Am häufigsten gewann in dieser Kategorie Frankreich (mit 13 Siegen, davon drei in Folge). Olivier Assayas (zweimal in Folge), Ingmar Bergman, Claude Chabrol und Paul Verhoeven waren die einzigen, die in dieser Kategorie zweimal gewinnen konnten. 

## Ausgezeichnete Filme
Anmerkungen: In manchen Jahren gab es ein ex-aequo-Ergebnis und somit zwei Gewinner. Seit 2004 werden auch zweitplatzierte Filme von der LAFCA-Jury bekannt gegeben.
| Jahr | Preisträger                         | Land                          | Deutscher Titel                               | Regie                             |
| ---- | ----------------------------------- | ----------------------------- | --------------------------------------------- | --------------------------------- |
| 1975 | Toute une vie                       | Frankreich                    | Ein Leben lang                                | Claude Lelouch                    |
| 1976 | Ansikte mot ansikte                 | Schweden                      | Von Angesicht zu Angesicht                    | Ingmar Bergman                    |
| 1977 | Cet obscur objet du désir           | Spanien                       | Dieses obskure Objekt der Begierde            | Luis Buñuel                       |
| 1978 | La vie devant soi                   | Frankreich                    | Madame Rosa                                   | Moshé Mizrahi                     |
| 1979 | Soldaat van Oranje                  | Niederlande                   | Der Soldat von Oranien                        | Paul Verhoeven                    |
| 1980 | Die Blechtrommel                    | Bundesrepublik Deutschland    | Die Blechtrommel                              | Volker Schlöndorff                |
| 1981 | Pixote: A Lei do Mais Fraco         | Brasilien                     | Asphalt-Haie                                  | Héctor Babenco                    |
| 1982 | Mad Max Mad Max 2: The Road Warrior | Australien                    | Mad Max Mad Max II – Der Vollstrecker         | George Miller                     |
| 1983 | Fanny och Alexander                 | Schweden                      | Fanny und Alexander                           | Ingmar Bergman                    |
| 1984 | De vierde man                       | Niederlande                   | Der vierte Mann                               | Paul Verhoeven                    |
| 1985 | Ran                                 | Japan                         | Ran                                           | Akira Kurosawa                    |
| 1985 | La historia oficial                 | Argentinien                   | Die offizielle Geschichte                     | Luis Puenzo                       |
| 1986 | Sans toit ni loi                    | Frankreich                    | Vogelfrei                                     | Agnès Varda                       |
| 1987 | Au revoir les enfants               | Frankreich                    | Auf Wiedersehen, Kinder                       | Louis Malle                       |
| 1988 | Der Himmel über Berlin              | Bundesrepublik Deutschland    | Der Himmel über Berlin                        | Wim Wenders                       |
| 1989 | Distant Voices, Still Lives         | Großbritannien                | Entfernte Stimmen – Stilleben                 | Terence Davies                    |
| 1989 | Une affaire des femmes              | Frankreich                    | Eine Frauensache                              | Claude Chabrol                    |
| 1990 | La Vie et rien d'autre              | Frankreich                    | Das Leben und nichts anderes                  | Bertrand Tavernier                |
| 1991 | La Belle noiseuse                   | Frankreich                    | Die schöne Querulantin                        | Jacques Rivette                   |
| 1992 | The Crying Game                     | Großbritannien/Japan          | The Crying Game                               | Neil Jordan                       |
| 1993 | 霸王别姬; Bawang bieji              | Volksrepublik China           | Lebewohl, meine Konkubine                     | Chen Kaige                        |
| 1994 | Trois couleurs: Rouge               | Polen/Frankreich              | Drei Farben: Rot                              | Krzysztof Kieślowski              |
| 1995 | Les Roseaux sauvages                | Frankreich                    | Wilde Herzen                                  | André Téchiné                     |
| 1996 | La cérémonie                        | Frankreich                    | Biester                                       | Claude Chabrol                    |
| 1997 | La Promesse                         | Belgien                       | Das Versprechen                               | Jean-Pierre Dardenne Luc Dardenne |
| 1998 | Festen                              | Dänemark                      | Das Fest                                      | Thomas Vinterberg                 |
| 1999 | Todo sobre mi madre                 | Spanien                       | Alles über meine Mutter                       | Pedro Almodóvar                   |
| 2000 | Yi Yi                               | Republik China (Taiwan)/Japan | Yi Yi – A One and a Two                       | Edward Yang                       |
| 2001 | Ničija zemlja                       | Bosnien und Herzegowina       | No Man’s Land                                 | Danis Tanović                     |
| 2002 | Y tu mamá también                   | Mexiko                        | Y Tu Mamá También – Lust for Life             | Alfonso Cuarón                    |
| 2003 | L'homme du train                    | Frankreich                    | Das zweite Leben des Monsieur Manesquier      | Patrice Leconte                   |
| 2004 | Shí Miàn Mái Fú                     | Volksrepublik China           | House of Flying Daggers                       | Zhang Yimou                       |
| 2005 | Caché                               | Frankreich u. a.              | Caché                                         | Michael Haneke                    |
| 2006 | Das Leben der Anderen               | Deutschland                   | Das Leben der Anderen                         | Florian Henckel von Donnersmarck  |
| 2007 | 4 luni, 3 săptămâni și 2 zile       | Rumänien                      | 4 Monate, 3 Wochen und 2 Tage                 | Cristian Mungiu                   |
| 2008 | 三峡好人 (Sānxiá hǎorén)            | Volksrepublik China           | Still Life                                    | Jia Zhangke                       |
| 2009 | L’heure d’été                       | Frankreich/Deutschland        | nicht bekannt                                 | Olivier Assayas                   |
| 2010 | Carlos                              | Frankreich                    | Carlos – Der Schakal                          | Olivier Assayas                   |
| 2011 | 南京！南京！ (Nanjing! Nanjing!)    | Volksrepublik China           | City of Life and Death – Das Nanjing-Massaker | Lu Chuan                          |
| 2012 | Holy Motors                         | Frankreich/Deutschland        | Holy Motors                                   | Leos Carax                        |
| 2013 | La Vie d’Adèle – Chapitre 1 & 2     | Frankreich/Belgien/Spanien    | Blau ist eine warme Farbe                     | Abdellatif Kechiche               |
| 2014 | Ida                                 | Polen/Dänemark                | Ida                                           | Paweł Pawlikowski                 |
| 2015 | Saul fia                            | Ungarn                        | Saul fia                                      | László Nemes                      |
| 2016 | Agassi (아가씨)                     | Südkorea                      | The Handmaiden                                | Park Chan-wook                    |
| 2017 | 120 battements par minute           | Frankreich                    | 120 BPM                                       | Robin Campillo                    |
| 2017 | Nelyubov (Нелюбовь)                 | Russland                      | Loveless                                      | Andrei Swjaginzew                 |
| 2018 | 버닝 (Burning)                      | Südkorea                      | Burning                                       | Lee Chang-dong                    |
| 2018 | 万引き家族 (Manbiki kazoku)         | Japan                         | Shoplifters – Familienbande                   | Hirokazu Koreeda                  |
| 2019 | Dolor y gloria                      | Spanien                       | Leid und Herrlichkeit                         | Pedro Almodóvar                   |
| 2020 | Дылда (Dylda)                       | Russland                      | Bohnenstange                                  | Kantemir Balagow                  |
| 2021 | Petite maman                        | Frankreich                    | Petite Maman – Als wir Kinder waren           | Céline Sciamma                    |
| 2022 | IO                                  | Polen/Italien                 | EO                                            | Jerzy Skolimowski                 |
| 2023 | Anatomie d’une chute                | Frankreich                    | Anatomie eines Falls                          | Justine Triet                     |

## Zweitplatzierte fremdsprachige Filme
1. ↑  2004 belegte der Film Die Reise des jungen Che aus Argentinien/USA von Walter Salles einen zweiten Platz
2. ↑  2005 belegte der Film 2046 aus der Volksrepublik China von Wong Kar-Wai einen zweiten Platz
3. ↑  2006 belegte der Film Volver – Zurückkehren aus Spanien von Pedro Almodóvar einen zweiten Platz
4. ↑  2007 belegte der Film Schmetterling und Taucherglocke aus Frankreich von Julian Schnabel einen zweiten Platz
5. ↑  2008 belegte der Film Die Klasse aus Frankreich von Laurent Cantet einen zweiten Platz
6. ↑  2009 belegte der Film Das weiße Band – Eine deutsche Kindergeschichte aus Deutschland von Michael Haneke einen zweiten Platz
7. ↑  2010 belegte der Film Mother aus Südkorea von Bong Joon-ho einen zweiten Platz
8. ↑  2011 belegte der Film Nader und Simin – Eine Trennung aus dem Iran von Asghar Farhadi einen zweiten Platz
9. ↑  2012 belegte der Film Hearat Shulayim aus Israel von Joseph Cedar einen zweiten Platz
10. ↑  2013 belegte der Film La Grande Bellezza – Die große Schönheit des italienischen Regisseurs Paolo Sorrentino einen zweiten Platz
11. ↑  2014 belegte der Film Winterschlaf des türkischen Regisseurs Nuri Bilge Ceylan einen zweiten Platz
12. ↑  2015 belegte der Film The Tribe des ukrainischen Regisseurs Myroslaw Slaboschpyzkyj den zweiten Platz
13. ↑  2016 belegte der Film Toni Erdmann der deutschen Regisseurin Maren Ade den zweiten Platz
14. ↑  2019 belegte der Film Porträt einer jungen Frau in Flammen der französischen Regisseurin Céline Sciamma den zweiten Platz
15. ↑  2020 belegte der Film Martin Eden des italienischen Regisseurs Pietro Marcello den zweiten Platz
16. ↑  2021 belegte der Film Quo Vadis, Aida? der bosnischen Regisseurin Jasmila Žbanić den zweiten Platz